# Abyaneh
Abyaneh (Perzisch: ابیانه) is een historisch dorp in Iran. Er wonen bijna 350 mensen. Het dorp ligt in de province Isfahan.
In de lokale taal betekent Abybaneh bidestan (tuin van wilgebomen). De geschiedenis van het dorp Abyaneh gaat terug tot de Sassaniden. Die vormden het koningshuis van het Perzische rijk van de 3e tot de 7e eeuw.